# Sergio Giovarruscio
Sergio Giovarruscio (Bolzano, 29 gennaio 1940 – Roma, 12 agosto 2015) è stato un tuffatore italiano.

## Biografia
Iniziò la sua carriera agonistica nella S.S. Lazio Nuoto e in seguito passò alle Fiamme Oro.
Nella specialità del trampolino 3 metri, fu campione italiano nel 1961, 1962 e 1963 e raggiunse il podio nel 1958, 1959, 1960 e 1965. Nella piattaforma riuscì a salire sul podio ai campionati italiani estivi dal 1959 al 1961.
Rappresentò l'Italia ai campionati europei di Budapest 1958, dove venne affiancato a Lamberto Mari e Antonio Sbordone.

## Palmarès
- Campionati assoluti italiani

1961:  Oro nel trampolino 3 metri
1962:  Oro nel trampolino 3 metri
1963:  Oro nel trampolino 3 metri